# Gladiolus dalenii
Gladiolus dalenii là một loài thực vật có hoa trong họ Diên vĩ. Loài này được Van Geel miêu tả khoa học đầu tiên năm 1829.